# 76-та десантно-штурмова дивізія (РФ)
76-та гвардійська десантно-штурмова Чернігівська Червоного прапора, ордена Суворова дивізія (76 ДШД, в/ч 07264), також відома як Псковська десантна дивізія — військове з'єднання Повітрянодесантних військ Росії чисельністю в дивізію. Дислокується у Пскові.
Брала участь у Першій і Другій чеченських кампаніях, у війні з Грузією 2008 року. У 2014 році підрозділи дивізії брали участь у військових операціях на Донбасі в ході збройної агресії РФ проти України. З лютого 2022 бере участь у повномасштабному вторгненні до України.

## Історія
Після розпаду СРСР у 1992 році 76-та гвардійська повітрянодесантна дивізія Радянської армії перейшла до складу Збройних сил Російської Федерації.
Дивізія брала участь у Першій чеченській війні у 1994—1995 роках. За час війни загинуло 120 військовослужбовців дивізії. За свої дії десять офіцерів дивізії отримали звання Героїв Російської Федерації, двоє з яких — посмертно.
Дивізія брала участь у Другій чеченській війні з 1999 до 2004 року. Десантники брали участь у захопленні населених пунктів Карамахі, Гудермес, Аргун та в операції з блокування Веденської ущелини.
1 березня 2000 року десантники 76-й дивізії вступили в вступили в бій із підрозділами Збройних сил Чеченської Республіки Ічкерія в Шатойському районі. Він закінчився повним розгромом 6-ї роти 104-го полку. У бою полягли 84 десантника, серед них був і командир 2-го парашутно-десантного батальйону підполковник Марк Євтюхін. У російській історіографії цей епізод також носить назву «Бій за висоту 776»
У 2006 дивізія була перейменована на 76-ту десантно-штурмову дивізію.
У 2008 році дивізія брала участь у Російсько-грузинській війні, була перекинута до Південної Осетії та брала участь у Цхінвальській битві.

### Російсько-українська війна і вторгнення до Криму
Десантники 76-ї десантно-штурмової дивізії брали участь в інтервенції РФ до Криму. Після операції десантники були представлені до державних нагород.
Військовослужбовці 104-го десантно-штурмового полку 76-ї десантно-штурмової дивізії брали участь у захопленні українських бурових установок «Чорноморнафтогазу».

### Війна на сході України

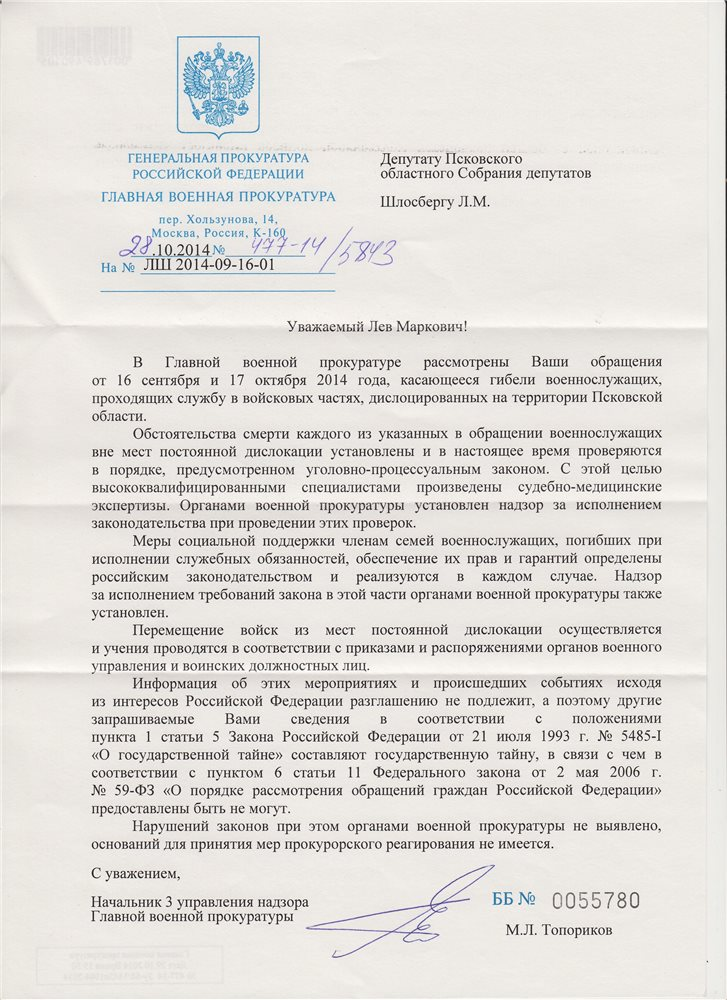
Офіційна відповідь Головної військової прокуратури РФ, в якому підтверджується загибель псковських десантників при виконанні службових обов'язків. Обставини загибелі — «державна таємниця». Жовтень 2014

Влітку 2014 року підрозділи зі складу 76-ї десантно-штурмової дивізії брали участь у бойових діях на Донбасі. За даними британського аналітичного центру RUSI, були сформовані батальйонно-тактичні групи, які брали участь у бойових діях з 11 серпня 2014 року. Зокрема, батальйонно-тактичні групи сформовані з 234-го та 104-го полків діяли на луганському напрямку.
18 серпня 2014 року президент РФ Володимир Путін нагородив дивізію бойовою нагородою: Орденом Суворова за «успішне виконання бойових завдань» та «проявлену мужність та героїзм».
20 серпня 2014 року у боях за Георгіївку загинули гвардії капітан Короленко Антон (234 ДШП), гвардії сержант Олександр Осипов (104 ДШП) та до взводу десантників. Після невдалої спроби атаки російські сили були змушені відступити, залишивши як трофеї командирський БМД-2К (б/н 275), БМД-2 (б/н 284) та вантажівку КамАЗ з боєприпасами.
21 серпня 2014 року спікер РНБО Лисенко оголосив про захоплення бойових машин з пакетом військової документації, що належали Псковській дивізії ПДВ Росії. Пізніше пройшов брифінг Міністерства оборони України, на якому була продемонстрована військова карта, що була виявлена серед захоплених документів. Також, з відкритих джерел відомо, що пакет військової документації, захоплений з бойовими машинами, містив актуальні дані про російських військовослужбовців.
В Міноборони Росії заяви української сторони щодо участі формування у бойових діях в Україні заперечують. Командувач ПДВ РФ генерал-полковник Володимир Шаманов 22 серпня 2014 року назвав заяви української сторони провокацією, і зробив заяву: «В нашій десантно-штурмовій дивізії всі живі й здорові».
25 серпня 2014 року відбулося поховання псковських десантників, які загинули, як офіційно представлено, «за невідомих обставин».
28 жовтня 2014 року, у відповідь на запит депутата РФ Льва Шлосберга щодо загиблих у липні-вересні військовослужбовців 2-ї бригади спеціального призначення і 76-ї десантно-штурмової дивізії, голова військової прокуратури РФ відповів, що подробиці розголошенню не підлягають, оскільки є державною таємницею.
Навесні 2016 року в складі дивізії, як і в низці інших десантних з'єднань, був створений танковий підрозділ — окрема танкова рота.
На початку 2019 року окрема танкова рота була розгорнута в 124-й окремий танковий батальйон. Завданням батальйону є підтримка десантних підрозділів на полі бою. На озброєння підрозділу надійшли танки Т-72Б3.

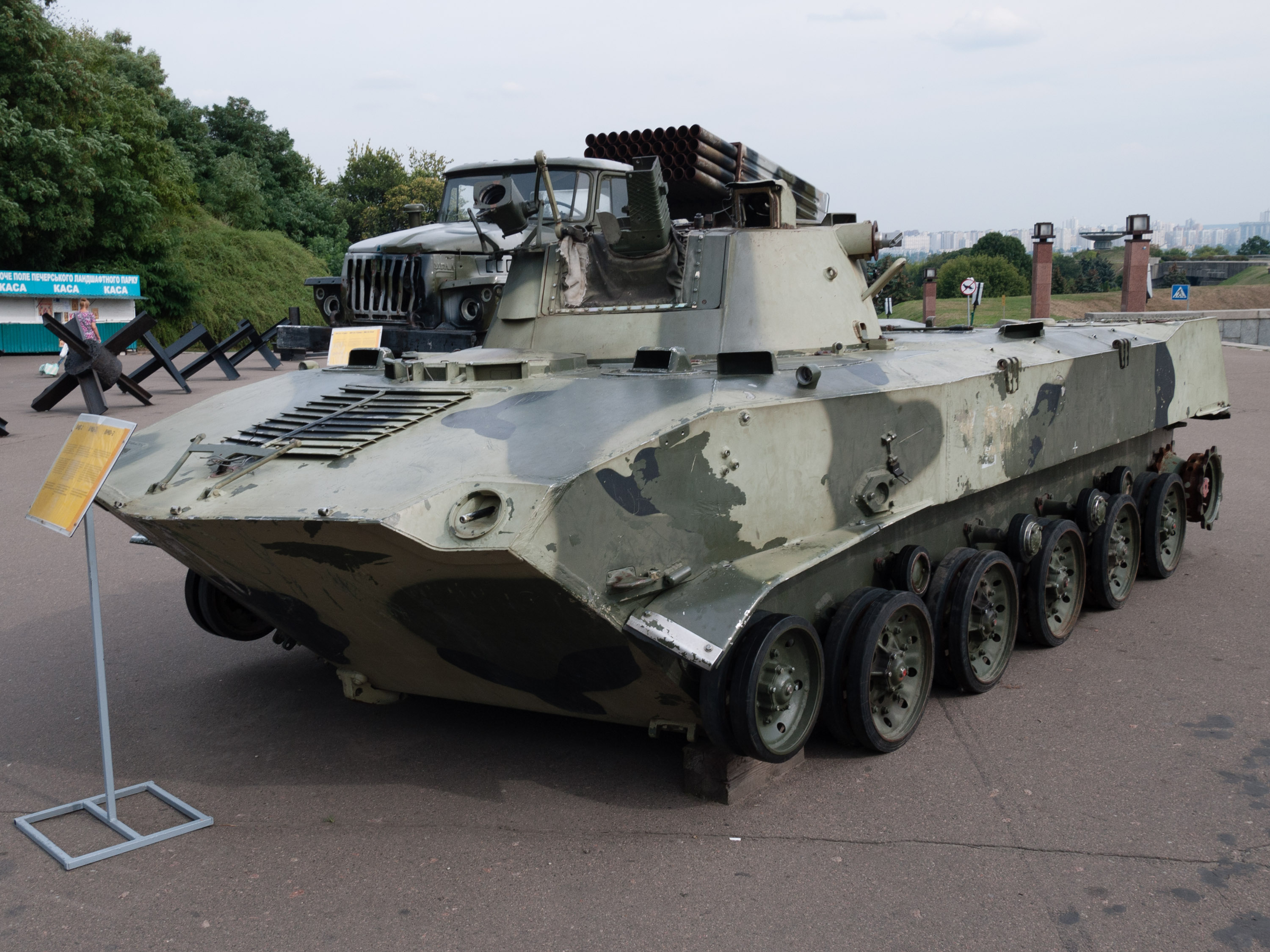
Трофейна БМД-2 (номер 284) 76-ї ДШД
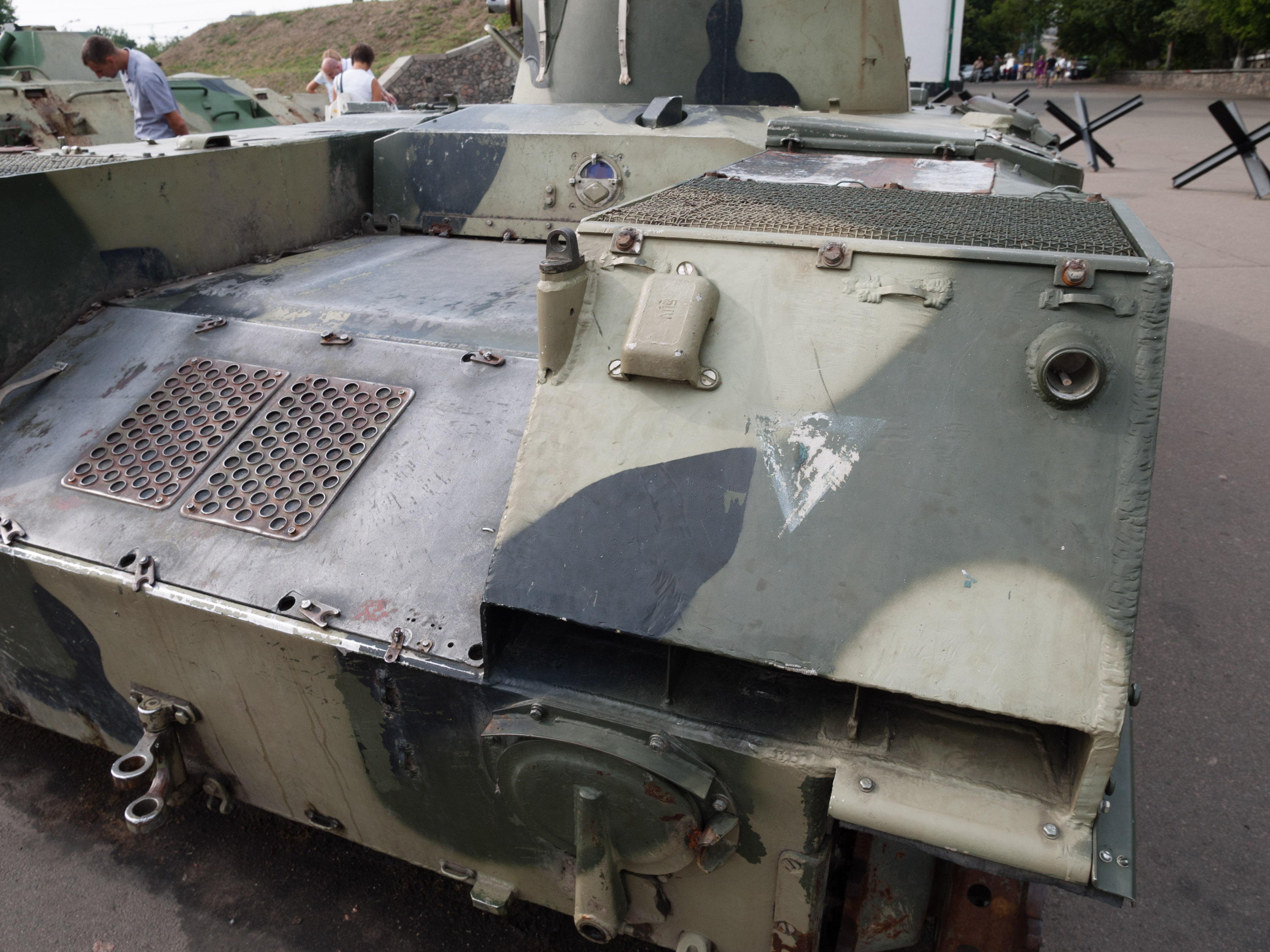
БМД-2 (номер 284) вид ззаду
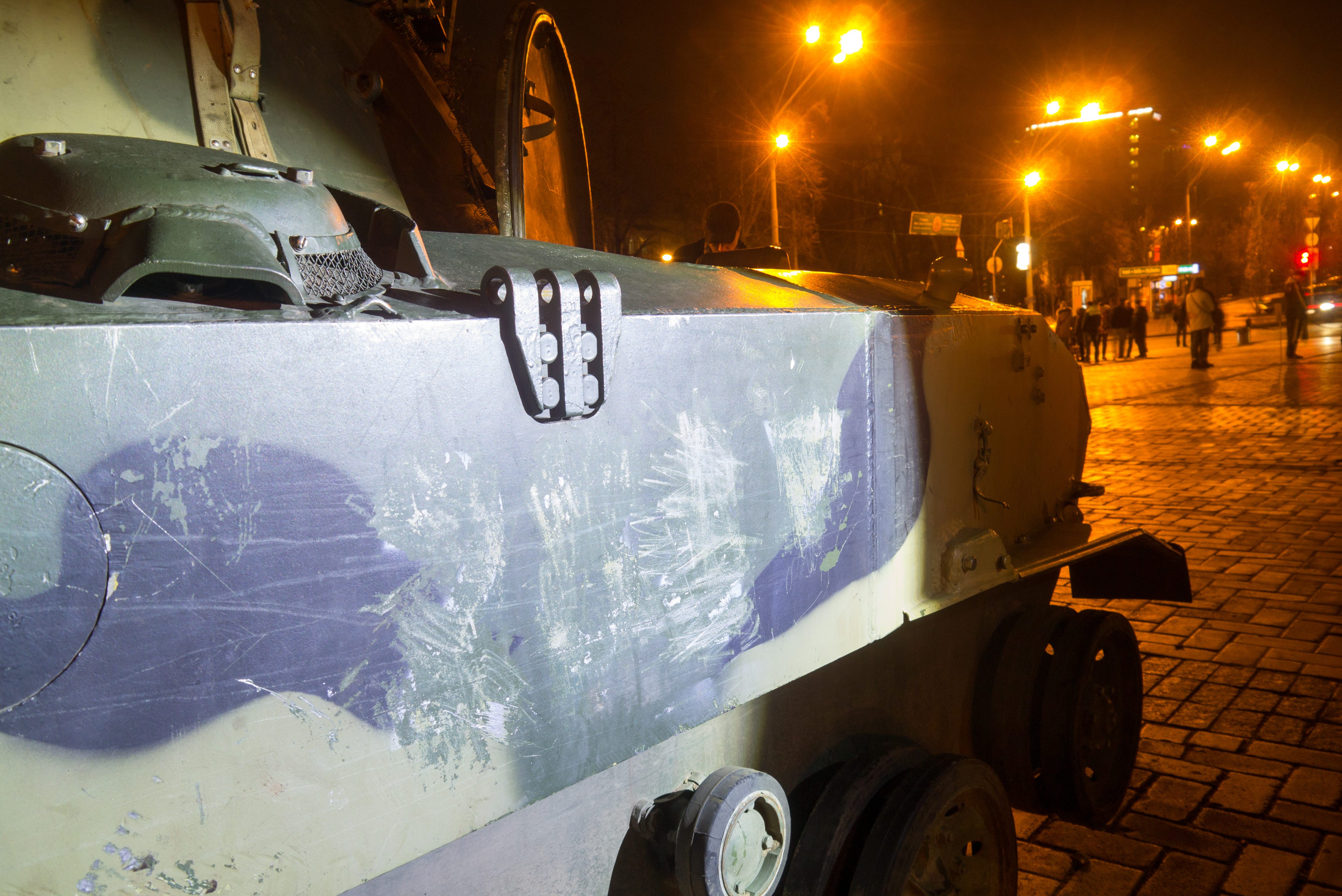
Бортовий номер БМД-2 (номер 284)
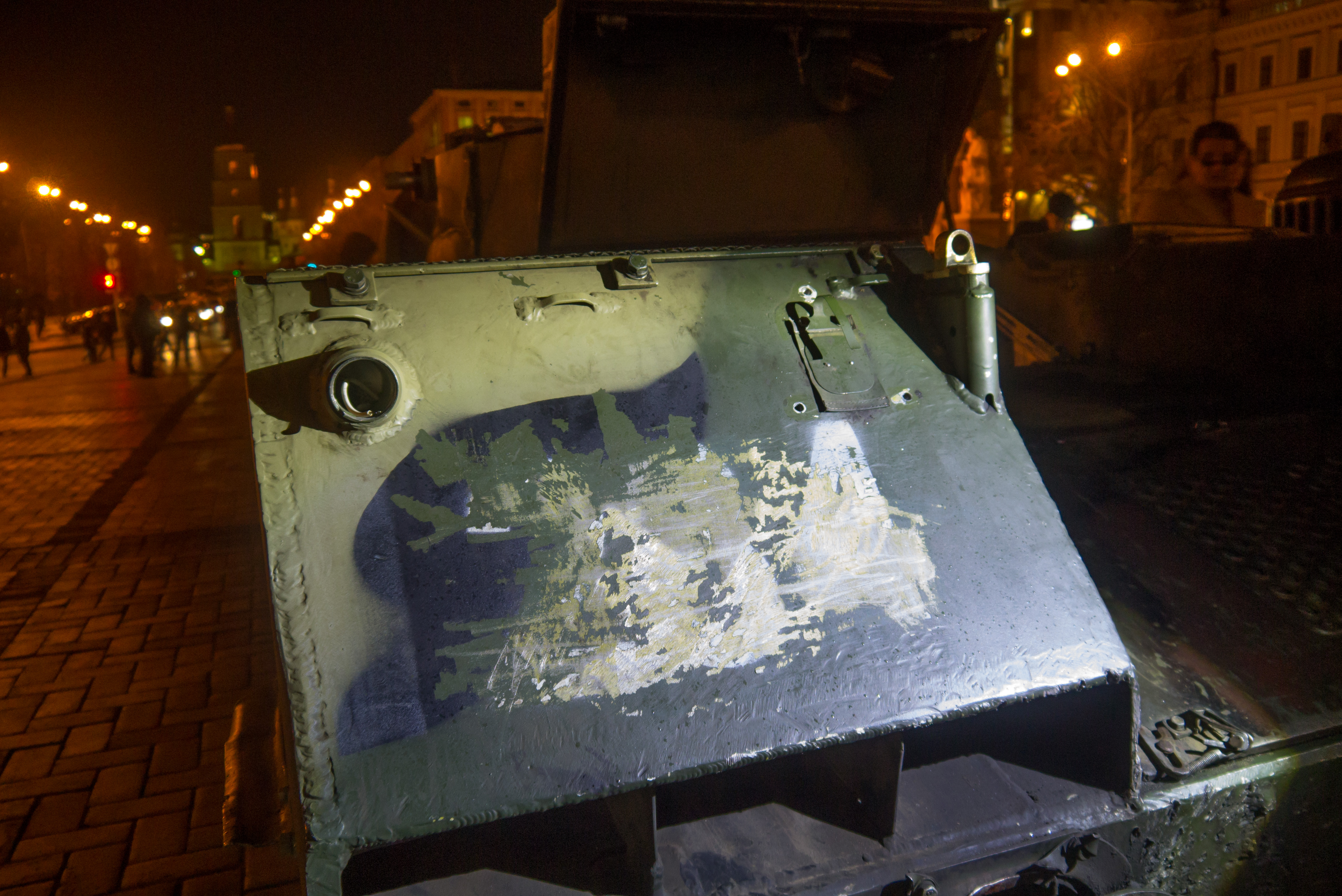
Бортовий номер БМД-2 (номер 284)

### Війна в Сирії
З грудня 2016 до квітня 2017 року 35-й окремий медичний загін дивізії брав участь у військовій операції Росії у Сирії.

### Повномасштабне російське вторгнення в Україну 2022 року
У 2022 році 76-та десантно-штурмова дивізія брала участь у повномасштабному вторгненні Росії в Україну. У березні підрозділи дивізії зайшли до Бучі Київської області. Командували ними генерал-майор Сергій Чубарикин та генерал-полковник Олександр Чайко, який раніше командував російськими операціями у Сирії. Associated Press у співпраці з іншими компаніями провело масштабне розслідування та відновило події перших днів російського вторгнення.
Російські війська зайшли до Бучі 3 березня, більшість українських сил на той час відступило до Ірпеня, але у місті залишилося кілька добровольців на трьох блокпостах. Більшість із них були затримані окупантами. Наступного дня, 4 березня, російські солдати почали «зачистку» Бучі: полювали на людей за списками, які були складені спецслужбами РФ до вторгнення, а також прочісували всі будинки, перевіряли телефони, допитували та оглядали мирних жителів. Людей, які здавалися окупантам підозрілими та не пройшли «фільтрацію», росіяни жорстко катували, били та вбивали. Одне з найбільших укриттів у місті за адресою Яблунська, 144, де розташований великий житловий комплекс, стало в'язницею окупантів. Туди росіяни звозили «підозрілих» українців, утримували та катували їх. Після визволення Бучі на вулиці Яблунській знайшли понад 40 тіл мирних мешканців, а у будинку Яблунська, 144 — понад десяток убитих.
23 квітня 2022 року силами 128 окремої гірсько-штурмової бригади ЗСУ було знищено 14 окупантів та 2 бойові машини 76 десанто-штурмової дивізії.[джерело?]
Восени 2022 року дивізію було перекинуто під Херсон, де намагалася стримувати просування сил ЗСУ до Берислава. У листопаді разом з іншими силами ЗС РФ пішла з правобережжя Херсонської області.
27 грудня 2023 року російські окупанти розстріляли українських військовополонених під Роботиним у Запорізькій області. Згодом стало відомо, що до злочину могли бути причетні окупанти з 76-ї дивізії.
30 грудня 2024 ЗСУ за допомогою ракет Storm Shadow уразили командний пункт дивізії у Льгові, внаслідок чого загинули щонайменше 8 офіцерів, у тому числі командир 656-го інженерного батальйону та начальник зв'язку дивізії підполковники Павло Малецький та Валерій Терещенко. Дослідники групи «Медіазона» спільно із російською службою Бі-Бі-Сі з'ясували, що станом на той час 76-та дивізія ПДВ втратила вбитими щонайменше 607 вояків.

## Склад
Поточна структура:
- керівництво (штаб)
- 104-й гвардійський десантно-штурмовий Червоного прапора полк
- 234-й гвардійський десантно-штурмовий Чорноморський ордена Кутузова ім. Олександра Невського полк
- 237-й гвардійський парашутно-десантний Торунський Червоного прапора полк
- 1140-й гвардійський артилерійський двічі Червоного прапора полк
- 4-й гвардійський зенітний ракетний полк (в минулому: 165-й окремий гвардійський зенітний ракетний дивізіон)
- 656-й окремий інженерно-саперний ордена Богдана Хмельницького батальйон
- 728-й окремий батальйон зв'язку
- 7-й окремий ремонтно-відновлювальний батальйон
- 3996-й окремий госпіталь (аеромобільний) (Увесь особовий склад має парашутну підготовку, від 3 стрибків)
- 242-я окрема військово-транспортна авіаційна ескадрилья (Ан-2, Ан-3) (Слугує для безпосередньої десантної підготовки особового складу підрозділів без залучення ВТА ВПС РФ)
- 1682-й окремий батальйон матеріального забезпечення
- 175-й окремий розвідувальний батальйон
- 968-я окрема рота десантного забезпечення
- окрема рота радіаційного, хімічного і біологічного захисту
- комендантська рота
- 201-ша станція фельд'єгерсько-поштового зв'язку

## Озброєння
- БМД-2
- БТР-Д
- САУ 2С23 «Нона-СВК»
- САУ 2С25 «Спрут-СД»
- ПЗРК «Стріла»
- ЗРК «Стріла-10»

## Традиції

### Нагороди
18 серпня 2014 року президент РФ Володимир Путін нагородив 76-ту десантно-штурмову дивізію бойовою нагородою: Орденом Суворова за «успішне виконання бойових завдань» та «проявлену мужність та героїзм».

### Геральдика
26 січня 1993 року 76-й повітряно-десантній дивізії затверджено нарукавний знак: «Нарукавний знак у формі щита. У верхній частині щита зображений парашут з розправленими від нього вправо і вліво стилізованими крилами, в нижній — зображений барс і розміщена гвардійська стрічка. Над щитом розміщений напис „76 гв. ВДД“.»
24 квітня 2006 року 76-й десантно-штурмовій дивізії затверджено новий нарукавний знак: «Нарукавний знак — тканинна нашивка у формі круга блакитного кольору з кантом зеленого кольору. В центрі знаку — зображення малої емблеми (герб міста Пскова (в блакитному полі щита золотий барс, над ним зі срібних хмар виходить десниця) на стропах розкритого білого парашута, що спирається на золоті летючі крила з гренадою, що полум'яніє): у верхній частині знаку по кругу напис буквами жовтого кольору: „ЧЕРНИГОВСКАЯ“: по внутрішньому краю канта — зображення гвардійської стрічки».

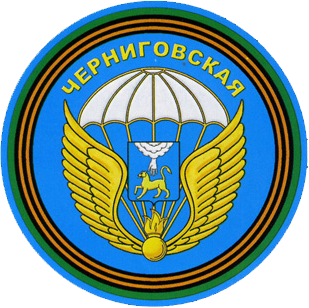
Нарукавний знак (з 2006 р.)
Емблема 76 ПДД зразка 1993р.[36]
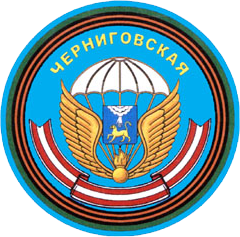
Нарукавний знак зразка 2006р.

## Втрати
З відкритих джерел відомо про деякі втрати 76-ї десантно-штурмової дивізії: